# Зиновьев, Иван Андреевич
Ива́н Андре́евич Зино́вьев (1882, Кулебаки — 22 января 1937) — металлург, революционер, секретарь Выксунского уездного комитета коммунистической партии.

## Биография
Родился в 1982 году в селе Кулебаки Ардатовского уезда Нижегородской губернии. Брат Василия Андреевича Зиновьева. В 1905 году вступил в Российскую социал-демократическую рабочую партию. Принимал активное участие в антиправительственных вооружённых столкновениях во время революции 1905—1907 годов. После подавления революции работал в бандажнопрокатном цехе Кулебакского металлургического завода. После Февральской революции 1917 года — член комитета Кулебакской организации большевиков, начальник боевой дружины. Участвовал в установлении советской власти в Кулебаках. После Октябрьской революции 1917 года член комитета партии большевиков на заводе, депутат Совета, один из руководителей рабочего контроля на производстве. В 1918 году входил в состав делегации, направленной кулебакскими металлургами к Владимиру Ильичу Ленину. После этой встречи работал в Москве во вновь созданном тресте «Государственное объединение металлургических заводов» и одновременно входил в состав Центральной комиссии рабочего контроля. В 1920 году вернулся в Кулебаки и был избран членом коллегии заводоуправления Приокского горного округа. В 1920 году был избран секретарём Выксунского уездного комитета партии большевиков. В дальнейшем занимал другие ответственные партийные и хозяйственные посты. Скончался 22 января 1937 года.